# Celaena obsoleta
Celaena obsoleta är en fjärilsart som beskrevs av Barend J. Lempke 1965. Celaena obsoleta ingår i släktet Celaena och familjen nattflyn. Inga underarter finns listade i Catalogue of Life.